# Johnny Hiland
Johnny Hiland (18 de janeiro de 1975) é um guitarrista e multi-instrumentista estadunidense legalmente cego conhecido por misturar guitarra country com rock, blues e western swing. Além da guitarra, Hiland por vezes toca violino, banjo, mandolin e baixo.
Em 2018, seu nome figurou na lista "Five Country Guitar Shredders" da revista Guitar World, que assim o descreveu: "Hiland, que prefere as guitarras PRS e Music Man à tradicional Telecaster, se sente à vontade ao tocar estilos variados e técnicas que vão desde flat-picking ao finger tapping. Hiland está fazendo seu nome como um dos principais guitarristas de uma nova geração de virtuosos".

## Biografia
Hiland cresceu no Maine, com uma doença ocular chamada nistagmo. Ele começou a tocar guitarra aos 2 anos, fez seu primeiro show de talentos aos 5, tocou no programa "Jamboree", de Dick Stacey, na TV local aos 7, e ganhou o Talent America aos 10 anos, com a irmã Jodi e o irmão Jerry, num grupo que ficou conhecido como "The 3 J's", que tocava bluegrass. "The 3 J's" se separou quando Johnny completou 15 anos, por conta da mudança em sua voz. Johnny então deixou o bluegrass e começou a tocar country, rock e blues.

### Carreira
Em 1996, Hiland se mudou para Nashville e trabalhou como músico de sessão para artistas country, incluindo Toby Keith, Ricky Skaggs, Janie Fricke e Hank Williams III. Nessa época, ele tocava com a Don Kelley Band nos show realizados no Robert's Western World.
No início dos anos 2000, Hiland assinou com o selo Favored Nations, de Steve Vai, e iniciou sua carreira solo.

## Discografia

### Solo
- 2004 - Johnny Hiland (Favored Nations)
- 2009 - Loud and Proud (O.I.E. Records)
- 2011 - All Fired Up (Shrapnel Records)

### participações em outros projetos
| Ano  | Artista(s)          | Álbum                                          | Música(s)            | Selo                         |
| ---- | ------------------- | ---------------------------------------------- | -------------------- | ---------------------------- |
| 2002 | Hank Williams III   | "Lovesick, Broke and Driftin"                  |                      | Curb                         |
| 2002 | Rebecca Lynn Howard | "Forgive,"                                     | Jesus and Bartenders | MCA                          |
| 2004 | Lynn Anderson       | "The Bluegrass Sessions"                       |                      | DM Nashville                 |
| 2004 | Janie Fricke        | "The Bluegrass Sessions"                       | DM Nashville         |                              |
| 2004 | Randy Travis        | "Passing Through"                              | Angels               | Word Records                 |
| 2005 | Trick Pony          | "R.I.D.E.,"                                    |                      | Curb                         |
| 2005 | Toby Keith          | "Honky Tonk University"                        | She Left Me          | Dreamworks Records Nashville |
| 2006 | Hank Williams III   | Straight to Hell                               |                      | Curb                         |
| 2007 | Ricky Skaggs        | "Brand New Strings"                            | Brand New Strings    | Skaggs Family Records,Inc    |
| 2007 | Jennifer Brantley   | Jennifer Brantley                              | Breakdown            | Mountainside Productions     |
| 2008 | Hank Williams III   | Damn Right                                     | Rebel Proud          | Curb                         |
| 2010 | Hank Williams III   | Rebel Within                                   |                      | Sidewalk Records Inc.        |
| 2011 | Hank Williams III   | Rebel Within Audio                             |                      | Curb                         |
| 2011 | Hank Williams III   | Ghost to a Ghost/Gutter Town                   |                      | Megaforce Records            |
| 2013 | Hank 3              | "Brothers of the 4x4"                          |                      | Hank 3 Records               |
| 2013 | Vários Artistas     | "Higher To Go – A tribute To Forrest Lee, Sr." |                      | Out West Records             |
| 2015 | Nokie Edwards       | "80 and Pickin' with my Friends"               |                      |                              |